# Кеннон-Болл (Північна Дакота)
Кеннон-Болл (англ. Cannon Ball) — переписна місцевість (CDP) в США, в окрузі Сіу штату Північна Дакота. Населення — 864 особи (2020).

## Географія
Кеннон-Болл розташований за координатами 46°19′22″ пн. ш. 100°37′46″ зх. д. / 46.32278° пн. ш. 100.62944° зх. д. (46.322755, -100.629535).  За даними Бюро перепису населення США в 2010 році переписна місцевість мала площу 250,37 км², з яких 228,61 км² — суходіл та 21,76 км² — водойми.

## Демографія
Згідно з переписом 2010 року, у переписній місцевості мешкало 875 осіб у 205 домогосподарствах у складі 178 родин. Густота населення становила 3 особи/км².  Було 227 помешкань (1/км²).
Расовий склад населення:
| - 92,9 % — корінних американців - 4,8 % — білих - 0,1 % — чорних або афроамериканців |

До двох чи більше рас належало 2,2 %. Частка іспаномовних становила 1,4 % від усіх жителів.
За віковим діапазоном населення розподілялося таким чином: 39,8 % — особи молодші 18 років, 55,4 % — особи у віці 18—64 років, 4,8 % — особи у віці 65 років та старші. Медіана віку мешканця становила 23,3 року. На 100 осіб жіночої статі у переписній місцевості припадало 93,6 чоловіків;  на 100 жінок у віці від 18 років та старших — 95,2 чоловіків також старших 18 років.
Середній дохід на одне домашнє господарство  становив 43 112 долари США (медіана — 31 932), а середній дохід на одну сім'ю — 43 243 долари (медіана — 30 909). За межею бідності перебувало 45,6 % осіб, у тому числі 56,1 % дітей у віці до 18 років та 22,6 % осіб у віці 65 років та старших.
Цивільне працевлаштоване населення становило 239 осіб. Основні галузі зайнятості: освіта, охорона здоров'я та соціальна допомога — 26,8 %, мистецтво, розваги та відпочинок — 21,8 %, публічна адміністрація — 13,0 %, сільське господарство, лісництво, риболовля — 11,7 %.